# Limnichus saegeri
Limnichus saegeri är en skalbaggsart som beskrevs av Delève 1968. Limnichus saegeri ingår i släktet Limnichus och familjen lerstrandbaggar. Inga underarter finns listade i Catalogue of Life.